# Reservatum ecclesiasticum

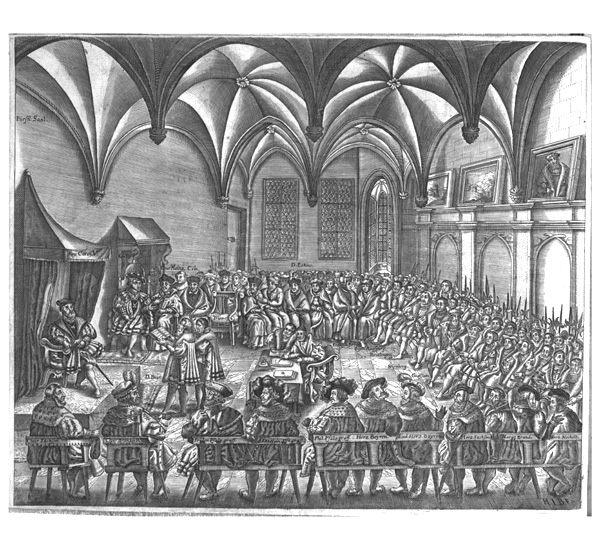
Representantes dos estados alemães discutem as possibilidades de paz religiosa na conferência de Augsburgo.

O reservatum ecclesiasticum foi uma medida inserida na Paz de Augsburgo (1555) para preservar os territórios eclesiásticos da aplicação do princípio do cuius regio, eius religio. Tal princípio previa que nos territórios dinásticos hereditários, como os governados por príncipes ou duques, a religião do povo seria a mesma do governante.
No entanto, se este mesmo princípio fosse aplicado aos territórios eclesiásticos - governados por príncipes-bispos ou abades -, a conversão de um titular ao luteranismo iria converter todo o principado ao protestantismo. O reservatum ecclesiasticum previa, portanto, que se um príncipe se convertesse ao luteranismo, ele perderia seu posto e seria substituído por um católico. Essa medida só foi inserida no tratado graças à autoridade Imperial, pois não teve apoio dos protestantes que participaram no tratado. Estes, apesar de tudo, não vetaram a medida e obtiveram em troca a Declaratio Ferdinandei, que protegia cavaleiros, cidades e comunidades protestantes estabelecidas há muito tempo, inclusive nos territórios onde o reservatum ecclesiasticum era aplicado.
A medida foi contestada em 1583, quando o arcebispo-eleitor de Colônia, Gebardo Truchsess de Waldburg, converteu-se ao protestantismo, especificamente ao calvinismo. Na Guerra de Colônia, apoiado pelas Províncias Unidas e pelo Eleitorado do Palatinado, ele foi derrotado por seu substituto católico, Ernesto da Baviera, que foi apoiado por seu irmão e por Filipe II de Espanha, cujo exército, sob o comando de Alexandre Farnésio, duque de Parma, recuperou o território do eleitorado. A vitória de Ernesto confirmou o princípio do reservatum ecclesiasticum.
A medida continuou a ser uma queixa dos protestantes. Após a ascensão de Matias como o Sacro-Imperador Romano, seu novo chanceler Melchior Klesl  esperava desfazer as alianças religiosas da época - a União Protestante e a Liga Católica - e trazer os povos de todas as fés de volta à autoridade do imperador. Em resposta, a Assembleia da União Protestante em Rothenburg ob der Tauber votou em março de 1613 pela não dissolução enquanto a Liga Católica ainda existisse e para garantir que antigas reivindicações fossem corrigidas, incluindo o reservatum ecclesiasticum.